# Base Aérea Militar Resistencia
La Base Aérea Militar Resistencia (BAM SIS) es una unidad táctica de la Fuerza Aérea Argentina con asiento en Resistencia, provincia del Chaco, y en la órbita del Comando de Adiestramiento y Alistamiento de la Fuerza Aérea.

## Reseña
Fue creado en 2009 el Centro de Vigilancia Aeroespacial Resistencia, convertido en Grupo 3 de Vigilancia y Control del Espacio Aéreo (G3VYCEA) en 2013, y creada la Base Aérea Militar Resistencia en 2019. Su instalación en el Aeropuerto de Resistencia, con el radar militar AN/FPS-113/90 instalado con el plan del Sistema Nacional de Vigilancia y Control Aeroespacial (SINVICA).
Su tarea de contribuir a la vigilancia y control del espacio aéreo contribuye a la defensa aérea junto con el Comando Conjunto Aeroespacial dependiente del Estado Mayor Conjunto. En 2020 contribuyó al esfuerzo de ayuda humanitaria desplegado por las Fuerzas Armadas de la Nación durante la pandemia de COVID-19 en la Argentina.